# 漢密爾頓冰山麓
漢密爾頓冰山麓（英語：Hamilton Ice Piedmont）是南極洲的冰山麓，位於瑪麗伯德地，處於懷亞特山以東，寬15公里，美國地質調查局根據測量和美國海軍拍攝的空中照片繪入地圖，現時由南極條約體系管理。